# 카우나스주

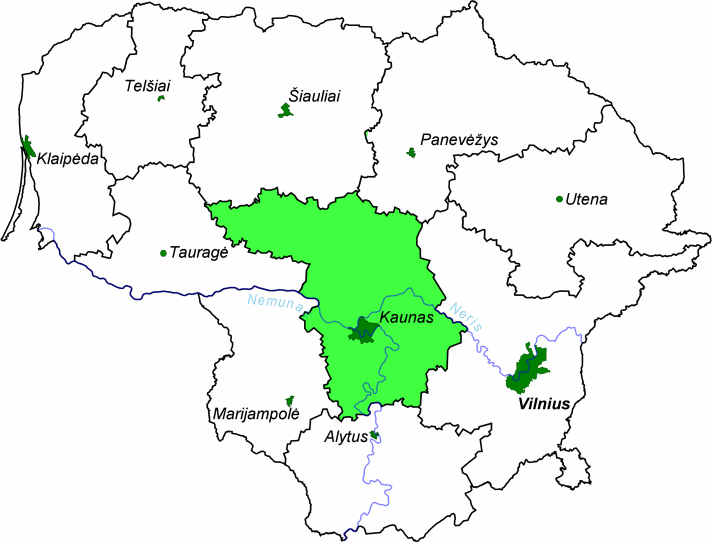
카우나스 주의 위치

카우나스주(리투아니아어: Kauno apskritis)는 리투아니아 중부에 위치한 주로 주도는 카우나스이며 면적은 8,089km2, 인구는 673,706명(2008년 기준), 인구 밀도는 83명/km2, ISO 3166-2 코드는 LT-KU이다. 8개 지방 자치체(비르슈토나스시, 요나바구, 카이샤도리스구, 카우나스시, 카우나스구, 케다이냐이구, 프리에나이구, 라세이냐이구)를 관할한다.

주기
주 문장